# Vertrag über die Internationale Zusammenarbeit auf dem Gebiet des Patentwesens
Der Vertrag über die Internationale Zusammenarbeit auf dem Gebiet des Patentwesens, kurz Patentzusammenarbeitsvertrag oder PCT (nach dem engl. Patent Cooperation Treaty), ist ein internationaler Vertrag. Durch diesen Vertrag bilden seine Vertragsstaaten einen Sonderverband gemäß der Pariser Verbandsübereinkunft zum Schutz des gewerblichen Eigentums (PVÜ).
Der PCT ermöglicht es Verbandsangehörigen, d. h. natürlichen oder juristischen Personen, die entweder Angehörige eines Vertragsstaates sind oder ihren Sitz in einem Vertragsstaat haben, durch Einreichen einer einzigen Patentanmeldung bei dem Internationalen Büro der WIPO oder einem anderen zugelassenen Amt (z. B. Deutsches Patent- und Markenamt oder Europäisches Patentamt) für alle Vertragsstaaten des PCT ein Patent zu beantragen.

## Vertragsstaaten und Nicht-Vertragsstaaten
Mit Stand vom 1. Oktober 2024 sind 158 Staaten PCT-Vertragsstaaten, d. h. bezogen auf die zum selben Zeitpunkt 193 Mitgliedsstaaten der Vereinten Nationen sind dies knapp 82 Prozent aller Staaten der Erde. Die zuletzt dem PCT beigetretenen Staaten sind (in der Reihenfolge ihres Beitritts):
- Uruguay, UY, Hinterlegung der Beitrittsurkunde am 7. Oktober 2024, Inkrafttreten 7. Januar 2025
- Mauritius, 15. Dezember 2022
- Kap Verde, 6. April 2022
- Irak, 31. Januar 2022
- Jamaika, 10. November 2021
- Samoa (WS; Inkrafttreten am 2. Januar 2020)
- Jordanien (JO; Inkrafttreten am 9. Juni 2017)
- Kambodscha (KH; Hinterlegung der Beitrittsurkunde am 8. September 2016)
- Djibuti (DJ; Hinterlegung der Beitrittsurkunde am 23. Juni 2016)
- Kuwait (KW; Hinterlegung der Beitrittsurkunde am 9. Juni 2016)
- Thailand (TH; Hinterlegung der Beitrittsurkunde 24. September 2009, Inkrafttreten 24. Dezember 2009),
- Katar (QA; Ratifikation 3. Mai 2011, Inkrafttreten 3. August 2011),
- Ruanda (RW; Hinterlegung der Beitrittsurkunde 31. Mai 2011, Inkrafttreten 31. August 2011),
- Brunei Darussalam (BN; Hinterlegung der Beitrittsurkunde 24. April 2012, Inkrafttreten 24. Juli 2012),
- Panama (PA; Hinterlegung der Beitrittsurkunde 7. Juni 2012, Inkrafttreten 7. September 2012),
- Saudi-Arabien (SA; Inkrafttreten 3. August 2013) und
- Iran (IR; Inkrafttreten 4. Oktober 2013).

Trotzdem sind einige wirtschaftlich durchaus bedeutende Länder wie Argentinien, Taiwan oder Venezuela noch keine PCT-Vertragsstaaten. In der folgenden Liste sind 44 Staaten aufgeführt, die dem PCT nicht beigetreten sind (Stand: 13. Oktober 2017; jeder der angeführten Staaten ist UN-Mitglied, falls nicht explizit anders angegeben):
1. Afghanistan
2. Andorra
3. Argentinien
4. Äthiopien
5. Bahamas
6. Bangladesch
7. Bhutan
8. Bolivien
9. Burundi
10. Cook-Inseln (kein UN-Mitglied, wird von Neuseeland verwaltet)
11. Eritrea
12. Fidschi
13. Guyana
14. Haiti
15. Irak
16. Jamaika
17. Jemen
18. Kap Verde
19. Kiribati
20. Kongo, Demokratische Republik (CD) (nicht zu verwechseln mit der Republik Kongo (CG), die PCT-Mitglied ist)
21. Libanon
22. Malediven
23. Marshallinseln
24. Mauritius
25. Mikronesien
26. Myanmar (auch genannt: Birma oder Burma)
27. Nauru
28. Nepal
29. Osttimor
30. Pakistan
31. Palau
32. Paraguay
33. Salomonen
34. Samoa
35. Somalia
36. Südsudan
37. Surinam
38. Taiwan (auch genannt: Republik China; kein UN-Mitglied)
39. Tonga
40. Tuvalu
41. Vanuatu
42. Vatikanstadt (kein UN-Mitglied)
43. Venezuela

## Verfahren
Das Verfahren gemäß dem PCT umfasst eine internationale Phase und eine nationale (bzw. regionale) Phase.
In der internationalen Phase wird eine internationale Recherche (Art. 12 ff. PCT) nach dem einschlägigen Stand der Technik durchgeführt und die Patentanmeldung mit dem Recherchenbericht veröffentlicht. Anschließend kann ein Antrag auf eine vorläufige Prüfung gestellt werden, die ebenfalls noch in der internationalen Phase und nach den Bestimmungen des PCT durchgeführt wird.
Innerhalb einer bestimmten Frist (in der Regel 30 Monate nach Einreichen der Internationalen Anmeldung bzw. nach dem Datum einer eventuell in Anspruch genommenen Prioritätsanmeldung) muss dann der Übergang in die nationale (bzw. regionale) Phase erfolgen, d. h. der Anmelder muss in den Staaten, für die er das Patent national weiterverfolgen will, oder bei einem regionalen Amt wie z. B. dem Europäischen Patentamt EPO oder den afrikanischen Ämtern ARIPO, OAPI als auch den Eurasischen EAPO einen Prüfungsantrag stellen, die erforderlichen Gebühren bezahlen und evtl. eine Übersetzung der Patentanmeldung in die Amtssprache einreichen. Das weitere Verfahren zur Patenterteilung, d. h. insbesondere die endgültige Prüfung auf Patentierbarkeit, verläuft dann parallel vor den nationalen und regionalen Ämtern.
Damit eine Anmeldung als zulässig gewertet werden und ein internationales Anmeldedatum vergeben werden kann, muss sie nach Artikel 11 des PCT-Vertrags folgende Mindestbestandteile aufweisen:
- Etwas, das dem Anschein nach als Beschreibung gewertet werden kann
- Etwas, das dem Anschein nach als Ansprüche gewertet werden kann
- Etwas, das dem Anschein nach als Zusammenfassung gewertet werden kann

Ferner muss erkennbar sein, dass es sich um eine internationale Anmeldung handelt. Die Anmeldung muss den Namen des Anmelders beinhalten und mindestens ein Vertragsstaat muss benannt werden.

## Nutzen
Für den Anmelder hat dieses Vorgehen den Vorteil, dass er am Anmeldetag nur einen Antrag auf Patenterteilung stellen muss, die Anmeldeunterlagen (Beschreibung, Ansprüche, Zeichnungen, Zusammenfassung) nur in einer Sprache einreichen muss und nur die Gebühren für die Internationale Patentanmeldung zahlen muss. Er kann dann die Recherche und evtl. die vorläufige Prüfung abwarten, um die Aussicht der Patentanmeldung auf Erfolg abschätzen zu können. Dadurch gewinnt er Zeit, um zu entscheiden, in welchen Ländern er die Anmeldung weiterverfolgen will. Erst nach 30 Monaten (bzw. 31 bei einzelnen Patentämtern, beispielsweise dem Europäischen Patentamt) sind dann die Gebühren für alle diese Länder und die evtl. einzureichenden Übersetzungen fällig.
Beim PCT-Verfahren ist aber zu bedenken, dass weder die internationale Recherche noch die internationale vorläufige Prüfung bindend für die nachfolgende nationale (bzw. regionale) Phase ist. Konkret bedeutet dies, dass z. B. das US Patent and Trademark Office einer Patentanmeldung trotz positivem internationalem Prüfbericht die Patentfähigkeit häufig abspricht. Im PCT-Verfahren werden also keine Patente erteilt, es handelt sich lediglich um ein zentrales Anmeldeverfahren.

## Kosten
Für die internationale Anmeldung fallen Kosten an. Diese sind abhängig von der Art der Einreichung: Wird die Anmeldung über das nationale Anmeldeamt (Receiving Office (RO), Deutsches Patent- und Markenamt) eingereicht, fallen Übermittlungsgebühren von 90 Euro an. Diese entstehen durch die Bearbeitung im Anmeldeamt und die Übermittlung ans internationale Büro (WIPO). Wird die Anmeldung in Papierform eingereicht, beträgt die internationale Anmeldegebühr seit 1. Januar 2024 1.381 Euro. Sie reduziert sich um 208 Euro, wenn die Anmeldung elektronisch erfolgt. Hierfür ist eine qualifizierte elektronische Signatur erforderlich. Die elektronische Anmeldung erfolgt damit in der Praxis über die vom Deutschen Patent- und Markenamt bereitgestellte Software DPMAdirekt oder über die Schnittstelle EPOline vom Europäischen Patentamt. Eine elektronische Signaturkarte wird benötigt. Seit Kurzem ist auch die elektronische Anmeldung online über das System ePCT der WIPO möglich. Eine Signaturkarte ist hierfür nicht nötig. Erfolgt die elektronische Anmeldung im Format xml, reduziert sich die Anmeldegebühr um 311 Euro. Zusätzlich zur internationalen Anmeldegebühr ist die internationale Recherchegebühr zu entrichten. Sie beträgt einheitlich 1.845 Euro (Stand 1. April 2024). Ist der Umfang der Antragsunterlagen größer als 30 Seiten, werden ab der 31. Seite zusätzlich 16 Euro pro Seite berechnet.
Damit ergeben sich für eine durchschnittliche internationale Anmeldung mit 30 Seiten oder weniger, die über das nationale Anmeldeamt erfolgt, seit 1. Januar 2024 folgende Kosten:
- 3.316 Euro für eine Anmeldung in Papierform
- 3.108 Euro für eine elektronische Anmeldung
- 3.005 Euro für eine elektronische Anmeldung im xml-Format

Die internationale Anmeldegebühr und die internationale Recherchegebühr werden vom Anmeldeamt an die WIPO und die internationale Recherchebehörde (für Anmeldungen in Deutschland in der Regel das Europäische Patentamt) weitergeleitet. Der Vorteil für den Anmelder bzw. Vertreter besteht hierbei darin, dass die Gebühren frei von Wechselkursen in Euro auf ein deutsches Konto eingezahlt werden können und auch SEPA-Lastschriftverfahren problemlos möglich sind.

## Neuer Vertrag – Schutz indigener Völker und genetischer Ressourcen
Am 24. Mai 2024 haben die Vertragsstaaten einem neuen PCT-Vertrag zugestimmt. Dieser Vertrag thematisiert im Besonderen die Schnittstelle zwischen geistigem Eigentum, genetischen Ressourcen und tradiertem Wissen und schützt in besonderer Weise indigene Völker und lokale Gemeinschaften.
Dies bedeutet in der Praxis, dass bei einer internationalen Anmeldung die Verwendung genetischer Ressourcen und/oder tradierten Wissens offengelegt werden muss. Damit muss das Ursprungsland der Quellen der genetischen Ressourcen zwingend offengelegt werden. Wird tradiertes Wissen zur Anwendung gebracht, muss zwingend das indigene Volk oder die lokale Gemeinschaft genannt werden, der dieses Wissen entspringt.